# بخش اماریلیس
بخش اماریلیس (به اسپانیایی: Amarilis District) یک سکونتگاه مسکونی در پرو است که در استان اوئانوکو واقع شده‌است.

## خصوصیات
بخش اماریلیس ۱۳۴٫۶۹ کیلومترمربع مساحت و ۶۷٬۳۴۶ نفر جمعیت دارد و ۱٬۹۱۰ متر بالاتر از سطح دریا واقع شده‌است.